# Камбанка и легендата за приказния звяр
„Камбанка и легендата за приказния звяр“ (на английски: Tinker Bell and the Legend of the NeverBeast) е американски детски анимационен филм от 2014 година на режисьора Стив Лотър. Сценарият на Том Роджърс, Боб Скули, Марк Маккоркъл и Кейт Кондел е базиран на поредицата „Питър и Уенди“ от Джеймс Матю Бари.
Това е шестият пълнометражен филм на DisneyToon Studios от поредицата за Камбанка. В него познатите от предишните части феи се сблъскват с непознато същество – приказния звяр, чиито намерения са им неизвестни.
|  | Тази страница частично или изцяло представлява превод на страницата Tinker Bell and the Legend of the NeverBeast в Уикипедия на английски. Оригиналният текст, както и този превод, са защитени от Лиценза „Криейтив Комънс – Признание – Споделяне на споделеното“, а за съдържание, създадено преди юни 2009 година – от Лиценза за свободна документация на ГНУ. Прегледайте историята на редакциите на оригиналната страница, както и на преводната страница, за да видите списъка на съавторите. ВАЖНО: Този шаблон се отнася единствено до авторските права върху съдържанието на статията. Добавянето му не отменя изискването да се посочват конкретни източници на твърденията, които да бъдат благонадеждни. |